# الدوري الكويتي 2013–14
الدوري الكويتي 2013–14 هو النسخة 52 من بطولة الدوري الكويتي لكرة القدم، والذي أقيم بنظام الدمج. وفاز نادي القادسية بلقب الدوري، تاركاً الوصافة لنادي الكويت، بينما احتل نادي الجهراء في المركز الثالث.
لقب الهداف كان من نصيب مهاجم نادي القادسية السوري عمر السومة برضيد 23 هدفاً.